# Tecumseh (film)
Tecumseh  (titlul original: în germană Tecumseh) este un film dramatic est-german, realizat în 1972 de regizorul Hans Kratzert. Bazat pe figura istorică a căpeteniei indiene Tecumseh din poporul indian nord-american, Shawnee, este relatată povestea luptei eroice dar fără speranță a indigenilor împotriva coloniștilor albilor.
Protagoniștii filmului sunt actorii Gojko Mitić, Annekathrin Bürger, Rolf Römer și Leon Niemczyk.

## Distribuție
- Gojko Mitić – Tecumseh
- Annekathrin Bürger – Eileen
- Rolf Römer – Simon McKew
- Leon Niemczyk – McKew
- Mieczysław Kalenik – generalul Brook
- Milan Beli – Raffael
- Wolfgang Greese – Harrison
- Gerry Wolff – Newman
- Rolf Ripperger – Barry / Clay
- Helmut Schreiber – colonelul Procter
- Herbert Köfer – Mac
- Rudolf Ulrich – O'Brian
- Ingeborg Krabbe – doamna O'Brian
- Horst Kube – Alter Jäger
- Sepp Klose – Tenskwatawah Winnemak
- Klaus Gehrke – un bărbat
- Arnim Mühlstädt – doctorul
- Günter Schubert – negociatorul
- Winfried Glatzeder – Patterson
- Fritz Links – Aldington